# Anna Braun-Sittarz

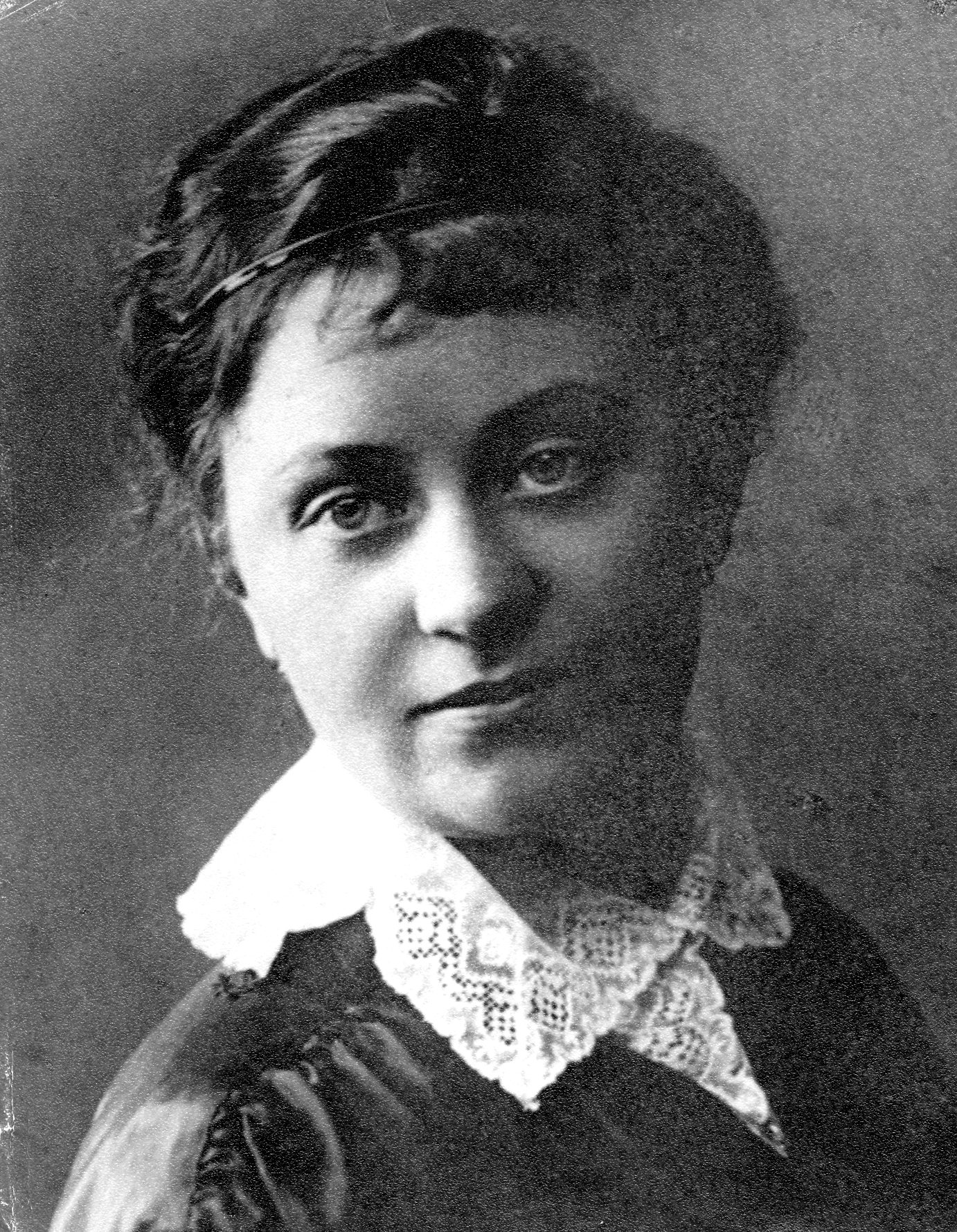
Anna Braun-Sittarz geb. Delhey

Anna Braun-Sittarz (* 4. April 1892 als Anna Delhey in Aachen; † 24. April 1945 ebenda) war eine deutsche Kommunistin, Widerstandskämpferin gegen das NS-Regime und Mitbegründerin des Freien Deutschen Gewerkschaftsbunds (FDGB) in Aachen.

## Leben und Wirken

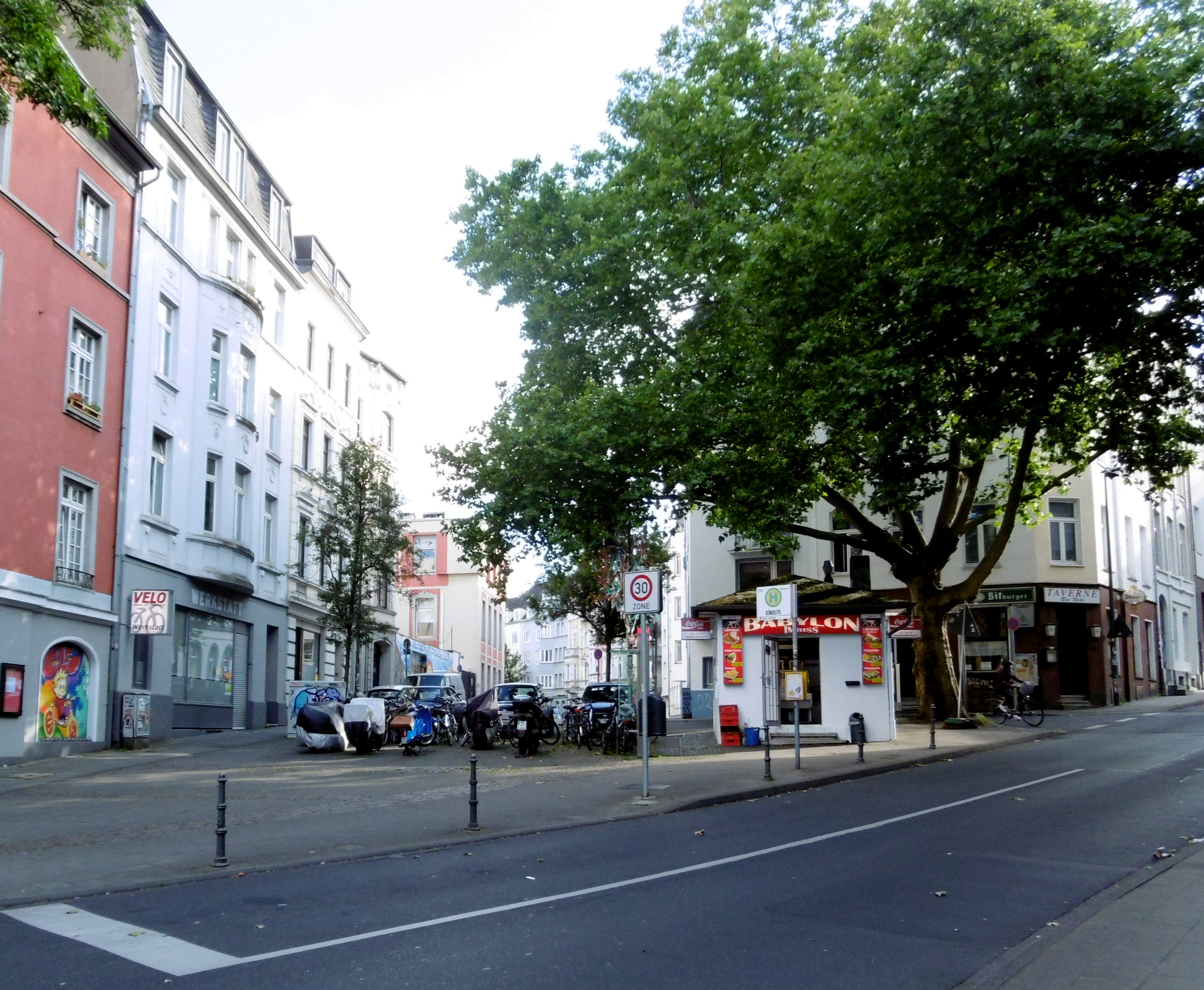
Anna-Sittarz-Platz (2019) mit dem „Milchbüdchen“

Braun-Sittarz wuchs in Aachen auf und arbeitete nach ihrer Schulzeit als Weberin in der dortigen Tuchfabrik Delius. Schon früh engagierte sie sich dabei für die Belange der Belegschaft und wurde infolgedessen in ihrem Betrieb zur Betriebsrätin gewählt. Sich zum radikalen Flügel der Arbeiterbewegung bekennend, zählte sie zu Beginn der zwanziger Jahre zu den führenden Mitgliedern der Kommunistischen Partei Deutschlands in Aachen. Seit April 1922 Mitglied der Unterbezirksleitung ihrer Partei, wurde sie im Mai 1924 als Stadtverordnete in den Aachener Stadtrat gewählt, dem sie bis 1929 angehörte. Als oppositionelle, linke Kommunistin wurde sie im Zuge der Stalinisierung der KPD im Juli 1927 aus der Partei ausgeschlossen (ihre Tätigkeit als Stadtverordnete setzte sie als Fraktionslose fort). Auf dem Platz zwischen Königstraße, Mauerstraße und Karlsgraben (seit 1995 Anna-Sittarz-Platz) pachtete Anna Braun (den Namen Sittarz trug sie aufgrund von Eheschließung seit 1934) eine Stellfläche, auf der sie auf eigene Kosten einen Kiosk errichten ließ, den sie am 1. Dezember 1929 als „Milchbüdchen“ eröffnete. Dieser Kiosk wurde in der Zeit des Nationalsozialismus zu einem illegalen Treffpunkt für Regimegegner und zum Umschlagplatz für Zeitungen, Bücher oder Flugblätter des Widerstands, die mit Hilfe von Kurieren vor allem in den Nachbarstaaten Belgien und Niederlande aber auch im Kölner Raum und dem Ruhrgebiet verteilt wurden. Daraufhin kam es zunächst 1933 zu einer ersten Verhaftung von Braun-Sittarz und 1937 zu einem Gerichtsverfahren, in dem sie, zusammen mit 20 weiteren Personen des Hochverrats beschuldigt, zu 27 Monaten Gefängnis verurteilt wurde. Anschließend fortlaufend unter Beobachtung durch die Gestapo, setzte sie sich dennoch weiterhin für Verfolgte ein.
Nach der Befreiung der Stadt durch amerikanische Truppen im Oktober 1944 stand sie in ständigem Kontakt zu dem neuen Ortskommandanten Major John P. Bradford, um mit ihm die Gründung einer neuen Gewerkschaft auszuloten. Der amerikanische Nachrichtendienstoffizier Saul Padover, der sie damals kennenlernte, schilderte sie – in zeittypischer Diktion – als „gewissermaßen das einzige Mannsbild unter den Sozialisten, denen ich in Aachen begegnete“ und nannte sie „eine richtige Kämpferin“. Zusammen mit einer Gruppe ehemaliger Gewerkschafter und Sozialdemokraten, darunter Mathias Wilms, Heinrich Hollands, Klaus Haaß, Nikolas Kreitz, die bereits im Deutschen Textilarbeiterverband und im Allgemeinen Deutschen Gewerkschaftsbund (ADGB) bis zu deren Zerschlagung 1933 gewerkschaftliche Erfahrungen hatten sammeln können, sowie Peter Spiegelmacher und Jean van Wersch, traf sie sich ab dem 1. März 1945 mit dem Kommandanten zu diesbezüglichen Verhandlungen, die am 14. März mit Genehmigung seitens der Kommandantur abgeschlossen werden konnten. Schließlich wurde am 18. März 1945 der „Freie Deutsche Gewerkschaftsbund Aachen“ (FGDB) mit 83 Mitgliedern als erste demokratische Gewerkschaft der Nachkriegszeit gegründet. Im Rahmen dieser Gründungsversammlung wurde Braun-Sittarz zusammen mit Mathias Wilms, Toni Valder, Nikolaus Kreitz und Peter Spiegelmacher in den neuen Vorstand gewählt (bei der Wahl des Geschäftsführers unterlag sie Mathias Wilms). Ihr weiteres Engagement in der Gewerkschaftsbewegung kam wenige Wochen später abrupt zum Erliegen, als sie am 24. April 1945 infolge eines tragischen Autounfalls bei Aachen ihr Leben verlor.

## Ehrungen

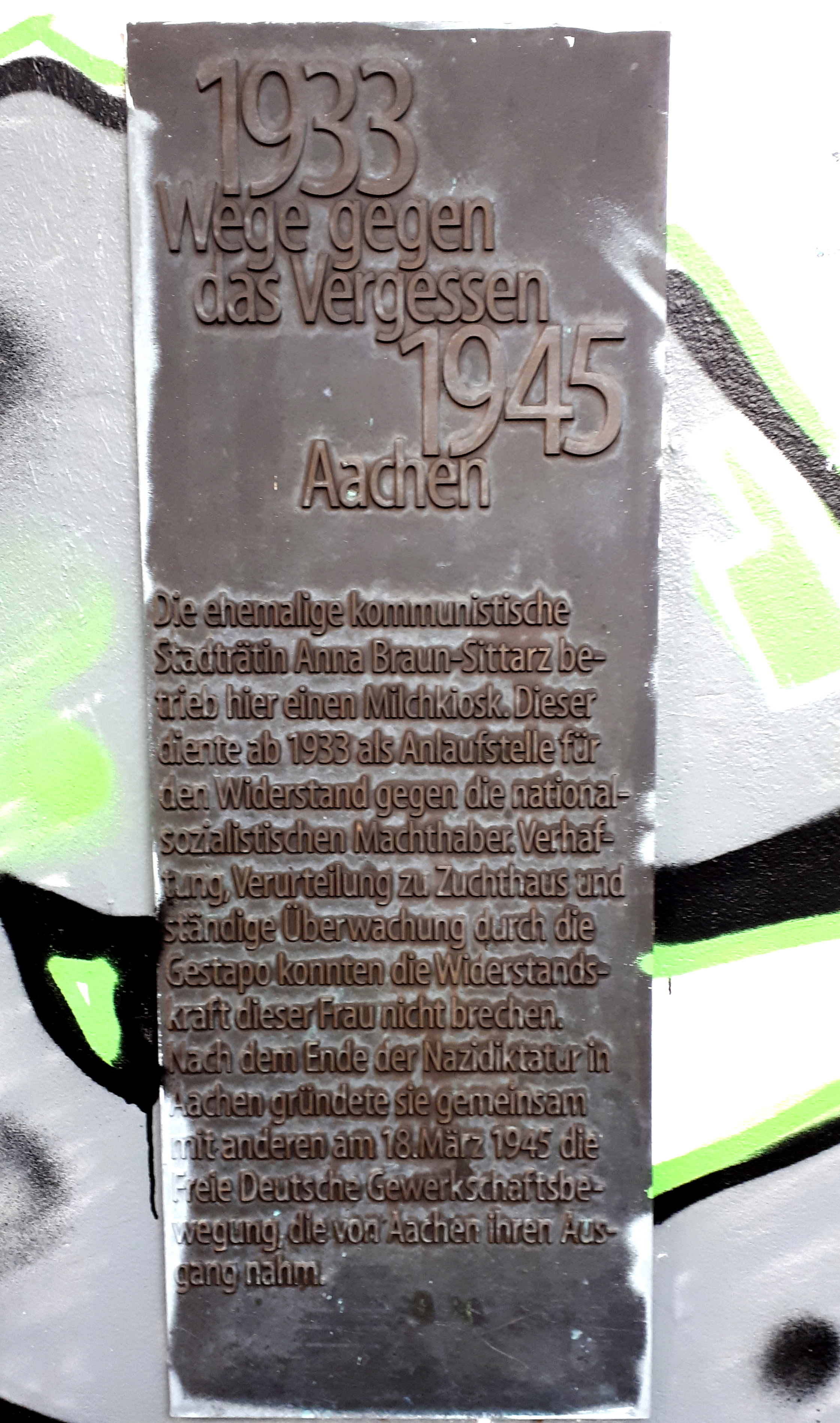
Gedenktafel

Für ihre Verdienste im Widerstand und für ihren Einsatz für die Arbeitnehmerschaft wurde Braun-Sittarz im Jahr 1995 mit der Namensgebung des Platzes geehrt, auf dem bis zum heutigen Tage „ihr“ Milchbüdchen steht. Des Weiteren wurde ein Raum im Aachener Gewerkschaftshaus nach ihr benannt.

Darüber hinaus wurde im Jahr 2002 im Rahmen der Initiative Wege gegen das Vergessen  in Erinnerung an ihr Wirken im Widerstand eine Gedenktafel an ihrem Kiosk angebracht. Deren Inschrift lautet: 

„Die ehemalige kommunistische Stadträtin Anna Braun-Sittarz betrieb hier einen Milchkiosk. Dieser diente ab 1933 als Anlaufstelle für den Widerstand gegen die nationalsozialistischen Machthaber. Verhaftung, Verurteilung zu Zuchthaus und ständige Überwachung durch die Gestapo konnten die Widerstandskraft dieser Frau nicht brechen. Nach dem Ende der Nazidiktatur in Aachen gründete sie gemeinsam mit anderen am 18. März 1945 die Freie Deutsche Gewerkschaftsbewegung, die von Aachen ihren Ausgang nahm.“